# WikiWikiWeb
WikiWikiWeb是第一個用戶可編輯的維基網站，於1995年3月25日由其發明者程序員沃德·坎寧安與Portland Pattern Repository網站一起討論軟件設計模式後推出。WikiWikiWeb這個名字最初也是於運行這個網站的維基軟件名稱。這個維基軟件用Perl編程語言編寫，後更名為“WikiBase”。

## 歷史
WikiWikiWeb是由坎寧安在1994年開發的，目的是方便程序員之間的思想交流。這個概念是基於坎寧安在20世紀80年代後期編寫HyperCard堆程式時想到的。